# William L. Russell
 William Lawson Russell (* 19. August 1910 in Newhaven, England; † 23. Juli 2003) war ein US-amerikanischer Genetiker und Strahlenbiologe. Russell war ein Pionier in der Bestimmung der Auswirkungen von Strahlung auf Säugetiere und damit auch den Menschen, nachdem zuvor vor allem Drosophila als Studienobjekt diente. Die an Mäusen angestellten Untersuchungen bildeten auch eine Grundlage für die Festlegung der Standards für Strahlungsdosen bei Menschen.
William Russell war ein Schüler des Populationsgenetikers Sewall Wright. Er kam 1932 aus England in die USA und wurde an der University of Chicago promoviert. 1947 kam Russell an das Oak Ridge National Laboratory, wo er auf Initiative des Direktors der Biologie-Abteilung, Alexander Hollaender, ein Labor zum Studium der Auswirkung von Strahlung auf Säugetiere (mit Mäusen als Versuchsobjekten) aufbaute. Er blieb bis 1977 am Oak-Ridge-Labor. Dabei verwendete er die von ihm entwickelte Specific-locus method. Er arbeitete eng mit seiner Ehefrau Liane (Lee) Russell zusammen und das Labor wurde als Mouse House bekannt. Es wurde 2001 nach den Russells benannt.
1965 wurde er Präsident der Genetics Society of America. 1973 wurde er Mitglied der National Academy of Sciences. 1976 erhielt er den Enrico-Fermi-Preis und 1973 die Röntgen-Plakette.
1937 heiratete er Elizabeth S. Russell (1913–2001, geborene Shull), die ebenfalls eine bedeutende Genetikerin war. Sie hatten vier Kinder, das Paar wurde 1947 geschieden. Sie arbeitete hauptsächlich am Roscoe B. Jackson Laboratory in Bar Harbor (Maine), wo sie spezielle Maus-Linien züchtete (JAX Mice). Sie war Mitglied der National Academy of Sciences und 1975/76 Präsidentin der Genetics Society of America.
Später heiratete er die Genetikerin Liane B. Russell, mit der er zwei Kinder hatte.